# カール・シュミッド
カール・シュミッド（Karl Schmid、1914年5月10日 - 1998年8月13日）は、1930年代から1990年代にかけて活躍したスイス人アーティストである。画家、彫刻家、彫金家、イラストレーター、グラフィックデザイナー、教師として活動した。

## 経歴

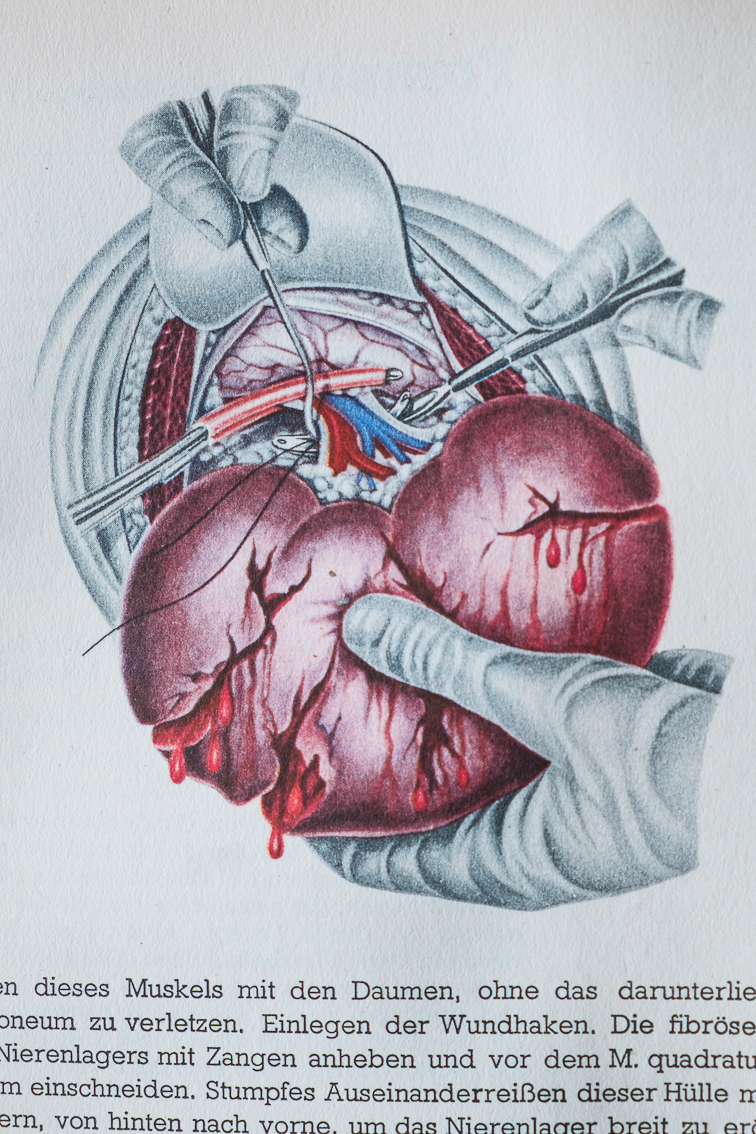
K. Schmid 1940年代のサイエンスイラスト。画像出典：Aide-mémoire d'interventions urgentes "Siegfried" by Prof. Charles Perret, Montreux, 1947.

カール・シュミッドはチューリッヒに生まれた。ユダヤ人である父親は第一次世界大戦で死亡。貧しい生活を強いられていた母は、てんかんと統合失調症を患い、入院のたびに孤児院に預けられ、そこで幼少期と思春期の大半を過ごすことになった。
外科医になることをよく夢見ていたが、木彫りにも情熱を示し、家具職人や大工の見習いとしてさらに研鑽を積んだ。この手仕事の訓練が、後のアーティストとしての活動の基礎となる。さらに、夜間高校や美術工芸学校の上級コースにも通い、より充実した教育を受けることになった。チューリッヒの公立図書館で自由な時間を過ごし、文学と、とりわけ芸術を好み、あらゆるものを読みあさった。その形成期にオスカー・ココシュカやエルンスト・ルートヴィヒ・キルヒナーなどの芸術家と出会った。
シュミッドとキルヒナーはダボスの結核療養所で出会った。シュミッドとキルヒナーは、ダボスの結核療養所で出会った。「...お互いの病気もさることながら、芸術の新しい表現概念に対する共通の熱意が、二人の距離を縮め、深い友情が急速に発展した」 
1932年、シュミッドはポール・クレアモント（チューリッヒ大学外科教授）の講義に聴講生として参加した。クレアモントは、授業中、熱心に絵を描いている青年に目を留めた。その結果、シュミッドの人体解剖の才能を認め、チューリッヒ大学初の外科用イラストレーターとして採用された。1932年から1941年まで、科学出版物の挿絵を手がける。 
その頃、シュミッドはエリカ・ビルフィンガー（精神科医）とも結婚していた。二人の間には、二人の子供が生まれた。
彼の科学的な絵は、バウハウスの共同設立者の一人であるヴァルター・グロピウスの目に留まりました。グロピウスはシュミットをアメリカに招き、ハーバード大学大学院のデザインスクールで教えることになった。また、グロピウスの紹介で、ディズニーからアニメーションのイラストレーターとしての依頼を受ける。しかし、シュミッドは一世一代のチャンスであるにもかかわらず、家庭の事情で何度も何度もこの誘いを断ってしまう。その後、グロピウスは、チューリッヒ応用美術学校（Zürcher Kunstgewerbeschule、現チューリッヒ芸術大学）の校長ヨハネス・イッテンをシュミッドに紹介する。イッテンは、彼を教師として雇いたいと考えていた。
1944年、シュミッドは最初の科学ドローイングのクラスを作り、1971年まで教え続けた。 

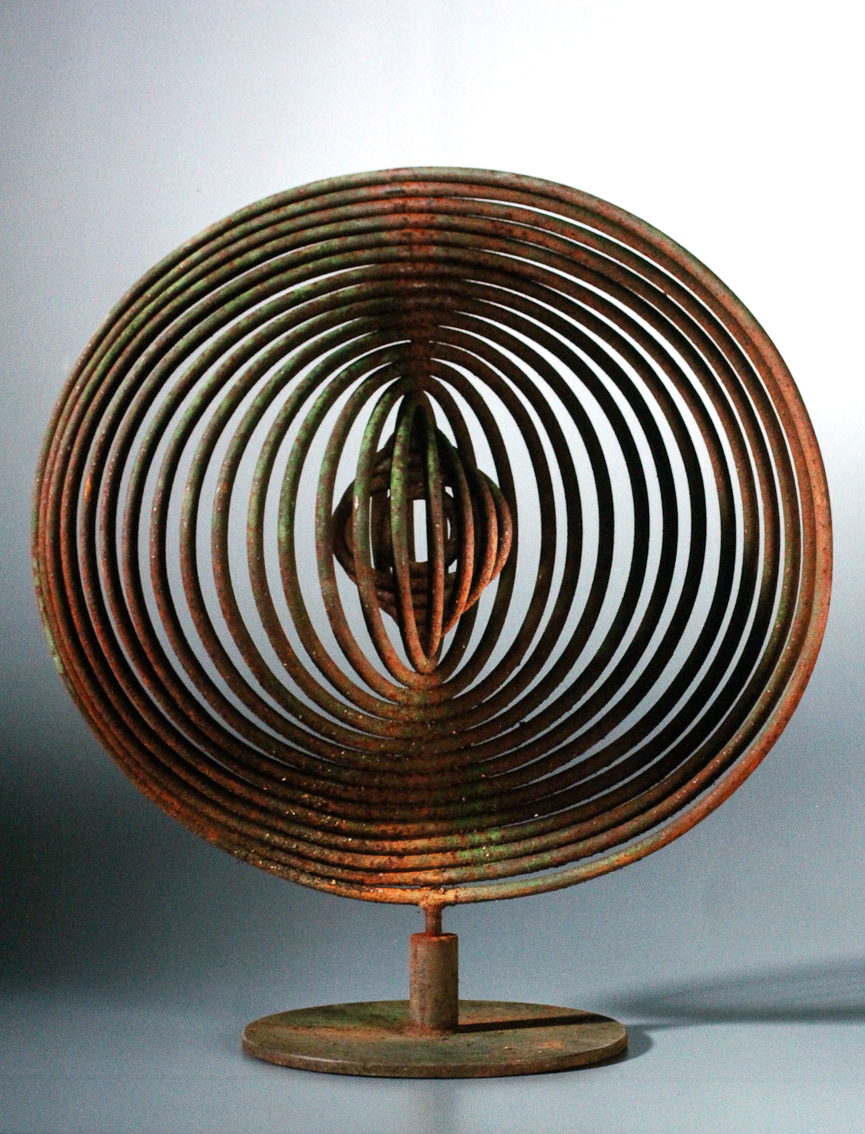
K. Schmid - 無題 (年代: 1970s) - 酸化鉄の彫刻、145 x 45 cm

シュミッドは家族とともにチューリッヒのゼーフェルト地区に移り住む。学校での仕事のおかげで経済的に余裕ができ、クラウス通りにあるヴィラ・ヘロルドの旧厩舎に最初のアトリエを構えることができた。 
1944年の春、シュミッドはチューリッヒで、美術品コレクターの友人たちの家でハンス・アープと初めて会った。当時、アープは最初の妻ソフィー・タウバー・アープを亡くし、悲しみに暮れていた。彼女は1年前、二人で滞在していたマックス・ビル宅で事故に遭い、亡くなっていた。その後、マックス・ビルはアープに同行してシュミッドのスタジオを訪れ、新しい芸術的プロジェクトを通じて友人の鬱病克服を手助けしようとする。それ以来、シュミッドとアープの間には、生涯の友情と協力関係が築かれた。シュミッドはその後、アープのために木製レリーフや木版画、アーティストブック『Elemente（エレメンテ）』を制作することになる  
1956年、シュミッドは応用美術学校の準備コースであるフォルバライトゥングスクラスを担当することになった。1962年、ゴックハウゼンのアトリエハウスに移り住む。そこでは、絵画、木彫、彫刻、さらには鍛冶など、それぞれの工芸のための環境を整え、1970年代から1880年代にかけての鉄やブロンズの作品のほとんどをここで制作している。彼の唯一の展覧会は1965年にヘルムハウスで開催され、彼の作品と弟子たちの作品が展示されました。「Karl Schmid und seine Schuler」（カール・シュミッドとその弟子たち）という展覧会である。  
1960年代以降、建築への芸術的介入という分野で多くの依頼を受ける。チューリッヒ、ツーク、グリソン、ティチーノ各州の学校、公共施設、民間建築物の壁画制作がこれにあたる。
1971年、57歳のときに早期退職し、かねてから患っていた病気は悪化したが、芸術活動を止めることなく、建築壁画をはじめとする多くの作品を世に送り出した。 晩年、シュミッドはますます引きこもるようになる。「そして最後に、芸術的使命を果たすために、友人たちとの交流から遠ざかり、孤独の道を歩むことになる長い年月があった」
1998年8月13日、チューリッヒのノイミュンテル病院で死去。チューリッヒのフリードホフ・ユートリベルク墓地に眠る。

## 芸術的遺産

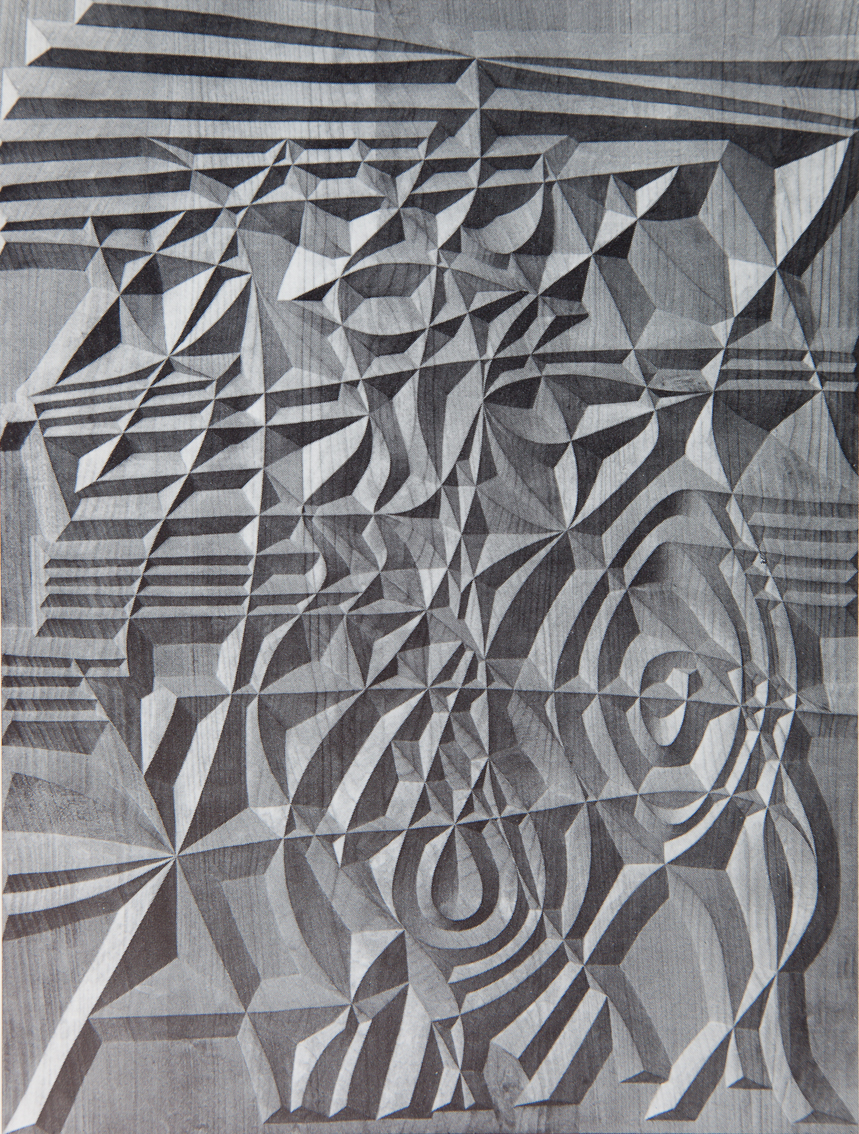
K.Schmid Die LustmÅhle im Kanton Aargau - "The mill of pleasures in the canton of Aargau" (年代: 1960s) - 桜材によるレリーフ。

カール・シュミッドの作品は、ドローイング、リトグラフ、木版画、布版画、油絵、水彩画、タペストリー、バスレリーフ、木・石・鉄の彫刻、壁画、建築用レリーフなどで構成されています。

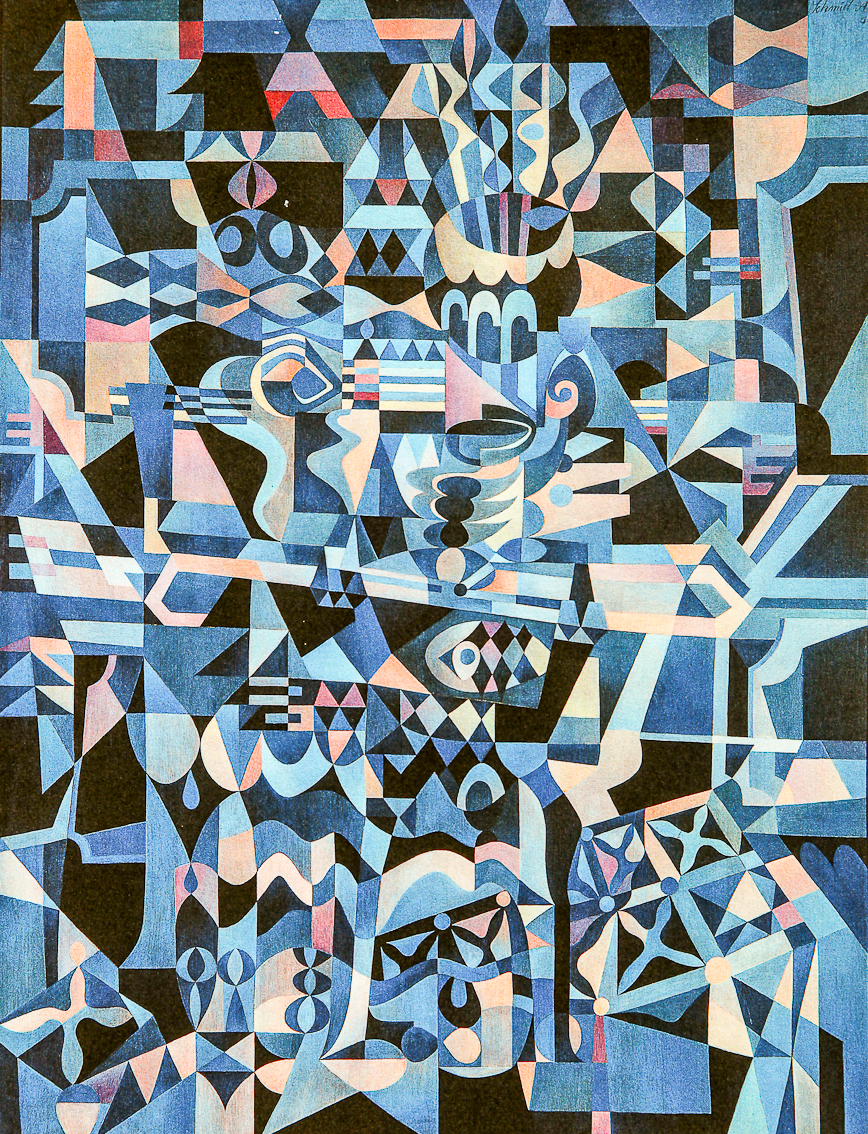
K.Schmid Der geteckte Tisch - "The set table", 1955 - タペストリーのための準備画。

「カール・シュミッドの芸術は、厳格な自然主義的作品（科学的イラスト）から抽象的な構成まで幅広い。」。 
「彼は最も多様なグラフィック技術を習得し、その作品は幅広い素材に及んでいる...。しかし、ドローイングが彼の最も得意とする表現方法であったことは否定できない。」 

### 都市型アートワーク
「カール・シュミットは、近代建築と調和する名人だった。」 
1970年代末、チューリッヒ連邦工科大学から建築学の名誉学位を授与されるが、彼はこれを拒否する。チューリッヒ、ツーク、グリソン、ティチーノ州の学校、公共施設、民間施設に壁画を制作する。
最も重要な芸術的貢献の一部（スイスにて）：

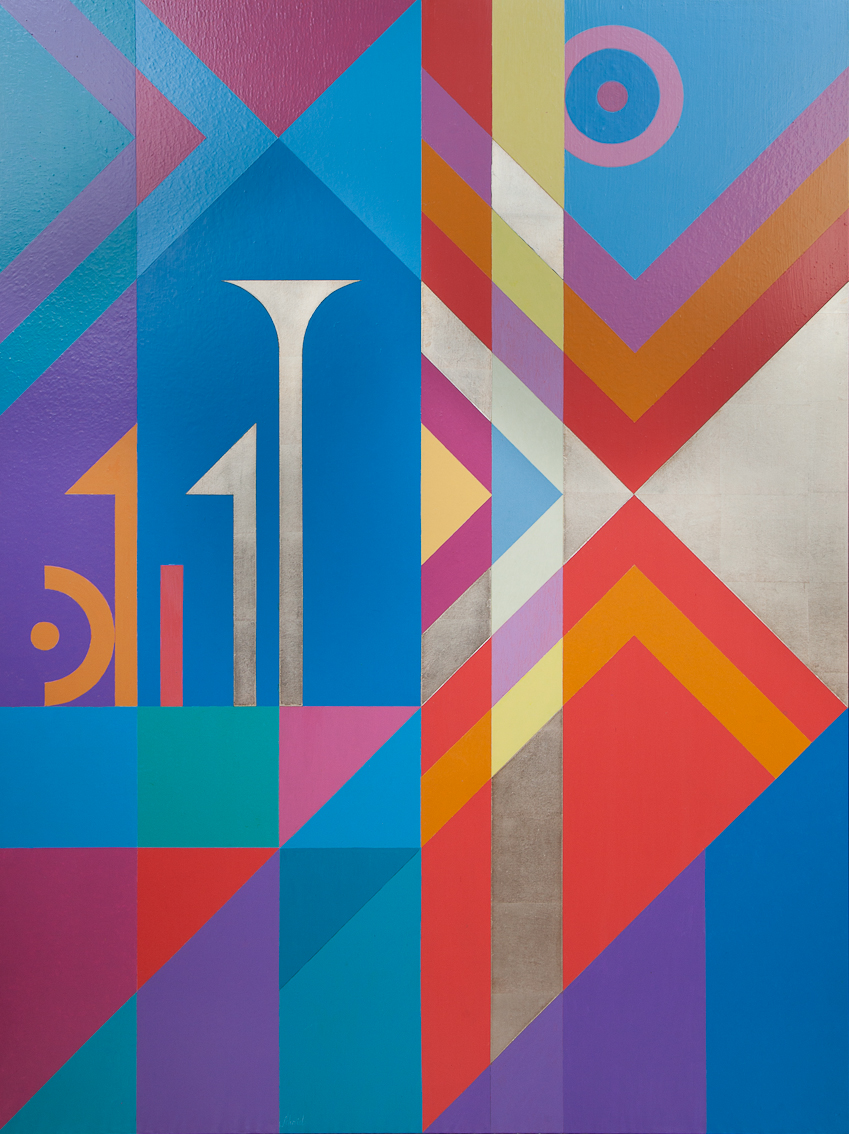
K.Schmid - 無題（年代：1980年代） - アクリルウッドペインティング、120 x 80 cm

- 1965-66 年 プリスクール「アルトバッハ」、ブリュッティセーレン (ZH) - 壁画。
- 1965-67 年 グチック学校、ヴィンタートゥール (ZH) - 1965年、シンボルの庭、オーク材のレリーフ（アトリウム-1階）、1967年壁画（外部エントランス）。
- 1966 年 老人ホーム ノイビュール（ZH）-ウォリスホーフェン・チューリッヒ（ZH）-トワイライト（黄昏）、壁画（階段）、方向指示器、鉄製（正面玄関脇の吹き抜け）、干支の壁画、12星座、鉄製の壁画レリーフ（各階中二階に一つずつ、計12階建）。 [8]
- 1967 年 チューリッヒのアグロスコープ研究センター（ZH）-鉄筋コンクリート製のフリーズ、入口エリア（ベトンフリース）から40mの高さに設置。
- 1968 年トリュ・スポーツセンター、スクオール（グルジア） - 室内プールの壁画。
- 1970 年 公立学校レミビュール、レミストラーセ58、チューリッヒ（ZH） - 壁画：カフェテリア、カフェテリア入口、ガレージ廊下、階段アトリウム。

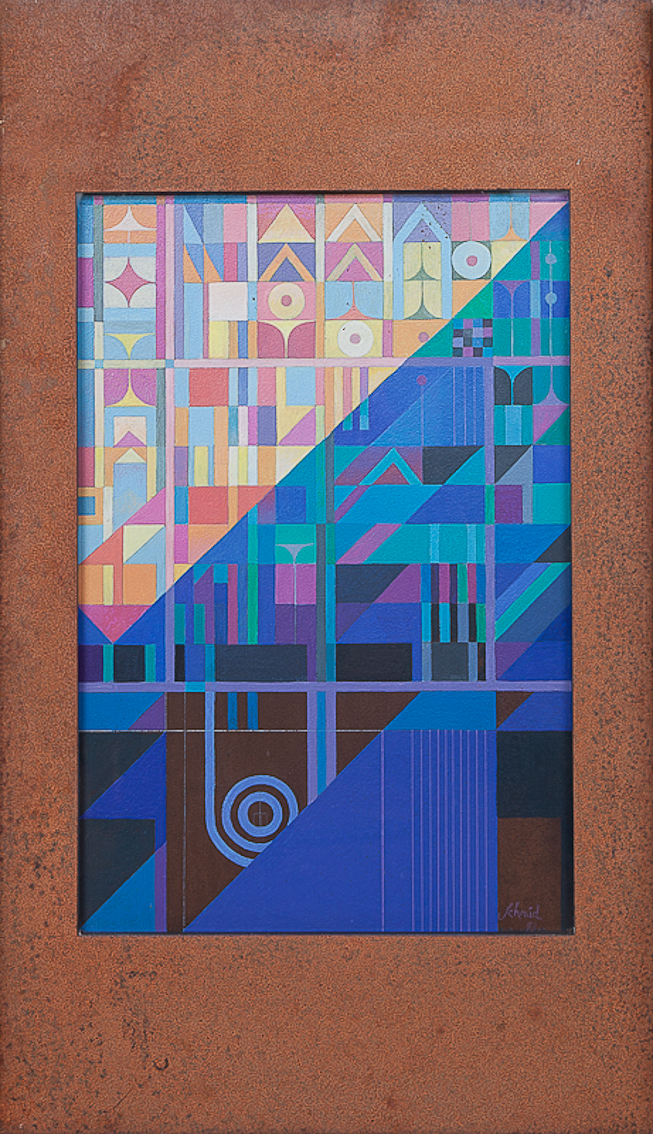
K. Schmid, Licht und Schatten - "Lights and Shadows", 1993 - 厚紙に水彩画、酸化鉄のフレーム 70 x 41 cm

- K. Schmid, Licht und Schatten - "Lights and Shadows", 1993 - 厚紙に水彩画、酸化鉄のフレーム 70 x 41 cm 1974年 ユーテルベルク墓地 - チューリッヒ (ZH) - 舗装モザイク。
- 1975 年 チューリッヒ、クラウス通り4番地の住宅 - 抽象的風景 - メインエントランスロビーと階段。
- 1980 年 シュミッドHome - ライオンザ（チェントヴァッリ-ティチーノ州）  - 外壁塗装。

### 展示会
シュミッドは独立したアーティストだった。彼は、伝統的なアートマーケットに参加することを望まず、むしろ個人的に知っているコレクターに直接作品を販売することが非常に多かったのです。彼の稀な展覧会は、大抵の場合、公的または私的な機関の主導で行われた。 

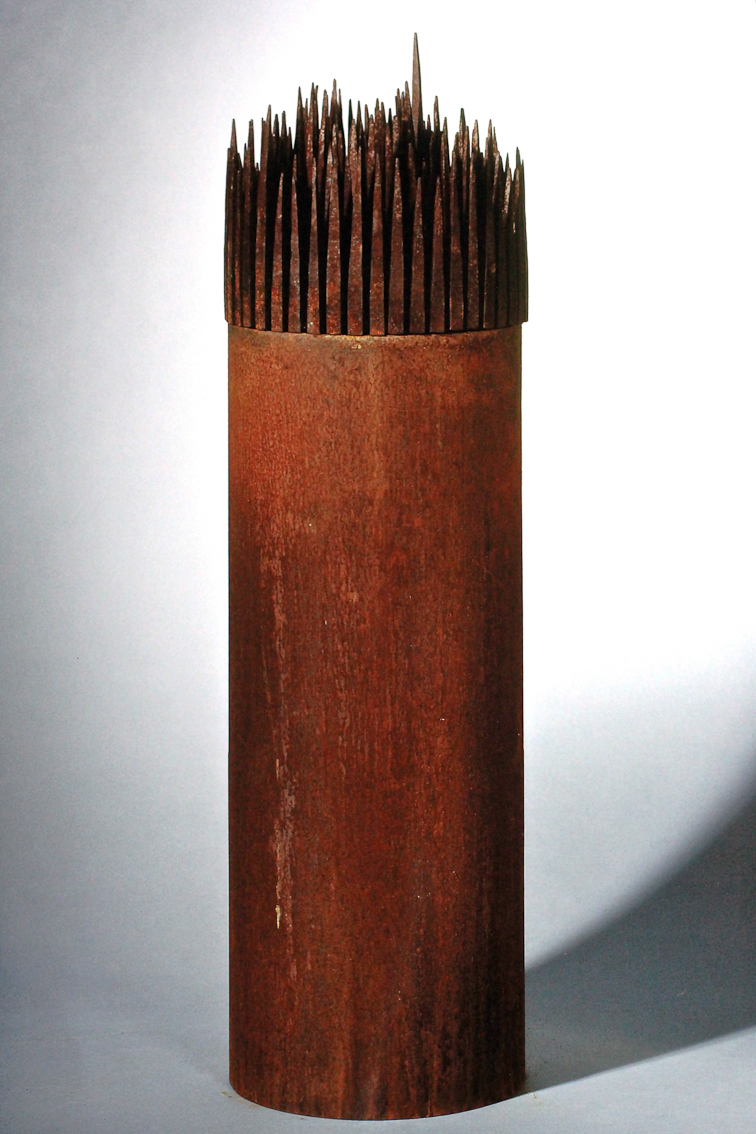
K. Schmid《アウシュビッツ》（年代：1960年代） - 酸化鉄の彫刻、145 x 45 cm

- 1957 年には、グループ展「スイスの若い画家と彫刻家の作品におけるドローイング」（ベルン、クンストハレ、1957年8月3日～9月8日）にドローイングを出展した。 [9]
- 1965年、応用美術学校の生徒たちとともに、唯一の回顧展「Karl Schmid und seine Schuler」（カール・シュミッドとその弟子たち）- ヘルムハウス、チューリッヒ、1965年1月23日から2月28日まで開催された。このとき、チューリッヒ美術館は桜材のレリーフ《Die Lustmühle im Kanton Aargau》を入手した。アールガウ州における快楽の粉砕所）。 [10] （アーラウ州の喜びの工場）。 [2]
- 個展、集団展の一環として開催。1991年3月6日から4月19日までチューリッヒのウェルドミュールプラッツのSKAで「5人のスイス人アーティスト」展を開催。 [11]
- 2004年、リッター・ヒュルリマン財団は、遺作展「Erinnerungen an Karl Schmid（カール・シュミッドの思い出）」を開催した。ウスター、ヴィラ・グルンホルツァー、2004年5月1日〜2004年5月16日。 [12]

## 教師としてのキャリア
1944年、シュミッドはディレクターのヨハネス・イッテンの正式な招待を受け、チューリッヒ応用美術学校で科学デッサンのクラスを教え始めた。1956年には、準備コースの指導も任された。『彼は、この責任を父性愛を持って引き受けた。（…）ルドルフ・シュタイナーやハインリッヒ・ペスタロッチーという偉大なお手本がいたからこそ、彼は学生たちに最大限の敬意をもって接することができたのです。彼は、最も簡単な練習から始めて、教育に多くの新しいアイデアを持ち込んだ。しかし、彼はそれを絶対的な献身と完璧な職人技で実行することを要求した。彼は、生徒が夢見るどんな「美」にも、感受性、忍耐力、注意力を通して接することができるよう、常に指導していたのです。』  「カール・シュミッドは教師であるべきだった。彼の生徒は常に、彼が教えた形式的要素、素材、内なる創造的プロセスを直接的に反映させていた。（…）シュミッドは教えながら、決してスタイルだけを生徒に伝えるのではなく、むしろ混乱に満ちた世界全体のビジョンを伝えたのだ。」

### 教え子たちとのプロジェクト
- 1958年、授業の課題として生まれた小冊子「Punktgeschichten / "Tales of dots"」を発表。「最も基本的な道具である研いだ釘を使って、生徒たちは梨の木に彫刻を施した。そして、その版は地元の印刷所に送られ、印刷された。このシンプルなデザインの練習で、生徒たちは、あらゆるものの中にある無限の創造的な豊かさに気づかされたのです。 [2]
- 1962 年 ハーバリウムの挿絵を担当。チバガイギー社のために「Unkräuter」（雑草）の挿絵を描く。 [3]

「スイスのすべての野生植物を水彩画で正確に表現する必要があったのです。7年がかりで、最終的には約180枚の水彩画が描かれました」。また、同じ時期に、木製のカトラリーでテーブルセットを作るという、学生向けのデザイン体験も企画した。
- 1965 年 コンラッド・ゲスナー著『植物誌』をグラフィックで復刻。 [3]
- 1965 年 チューリッヒ美術館（Kunsthaus Zurich）から、ヘルムハウスでの作品展示の招待を受ける。 [13]

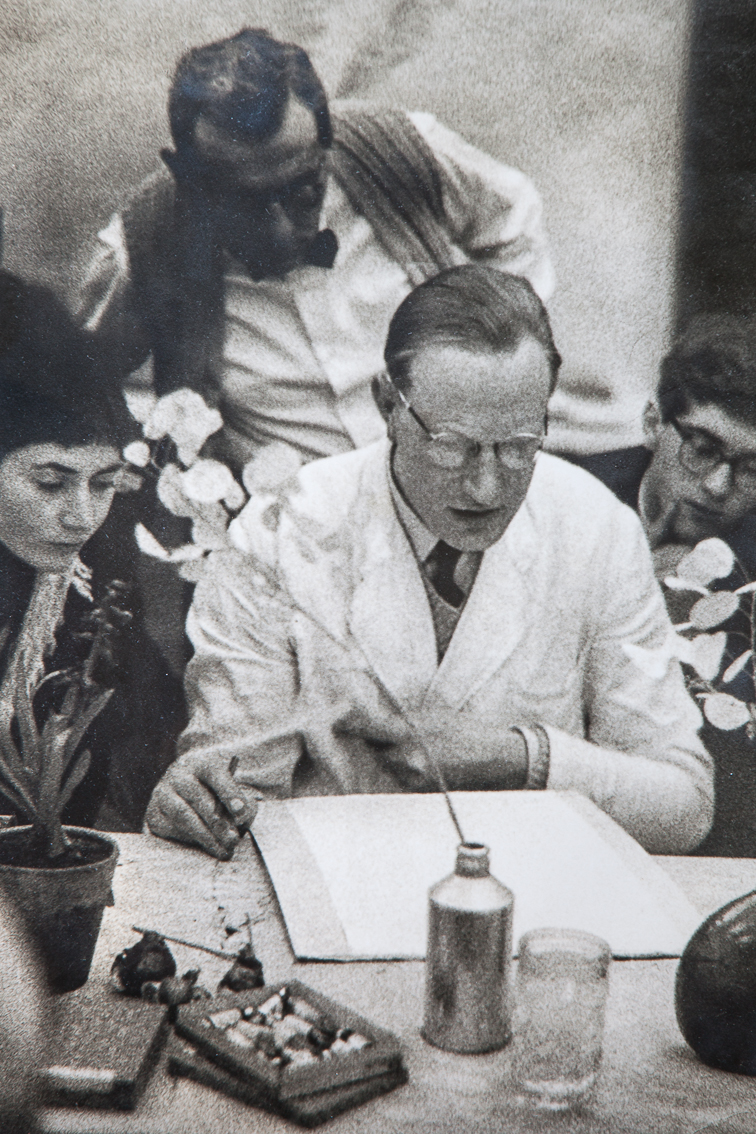
シュミッドと美術工芸学校の生徒たち - ヴィンテージ写真のレプリカ（1960年代のもの）

「予備コースとサイエンス・イラストレーションクラスの生徒の作品も展示することを提案し、快く引き受けてくれたのです。教育への貢献は、創作活動に不可欠なものだと考えていたのです。」 
美術工芸学校の改革案を依頼されたマックス・ビルは、最終見解で「教育方法が時代遅れであるため、この学院を閉鎖すべきである」と述べている。その中で、シュミッドの授業は革新的であると述べている。 

### 教え子たち
- オリビエーロ・トスカーニ、商業・ファッション写真家、作家、政治家、コミュニケーター、ベネトン、シャネル、エスプリ、フィオルッチの企業イメージや広告キャンペーンを手掛ける。1961年から1965年までチューリッヒ芸術大学に在籍。 [14]当時、画家になりたかったトスカーニに写真の道を勧めたのはシュミットだったという。シュミットは彼をチューリッヒ動物園に連れて行き、動物の絵を描かせ（これはシュミットの常套手段だった） [12] 、彼の絵を見た後、写真の道に進むよう親切に勧めました。
- ハラルド・ネーゲリ、1957年から1962年まで彼の生徒だった。「チューリッヒの噴霧器」として知られ、1970年代後半にストリートアートの先駆者となる。
- ハンス・ルエディ・ギーガー、1959年から1960年まで。画家、デザイナー、イラストレーター、彫刻家。映画「エイリアン」の主要なクリーチャーをカルロ・ランバルディとともに考案した。1980年、アカデミー賞最優秀映画特殊効果賞を受賞。
- クルト・ローレンツ・メッツラー、ー（Kurt Laurenz Metzler） 1958年から1963年まで。彫刻家。
- ハーディ・ヘップ、(Hardy Hepp）1962年から1966年まで。画家、デザイナー、音楽家。
- フレディ・M・ミューラー、(Fredi M. Murer）、1960年から1964年まで。プロデューサー、脚本家、ナレーター、写真家、デザイナー。
- Ernst Ghenzi 、1951-54年。彫刻家。
- レオ・ポール・エアハート、1966-68年。彫刻家、写真家（トスカーニと共同作業）。

## 参考資料
1. 1 2 3  娘、エヴァ・シュミッド＝シュカールトの証言
2. 1 2 3 4 5 6 7 8 9 10 11 12  AA.VV、「生活イメージの試み」。
3. 1 2 3  アイゲンマン、「肖像画の試み」。
4. ↑  K.Schmid、「友情のサインと方法」。
5. 1 2 3  K.Schmid「Karl Schmidとその弟子たち」。
6. ↑  Brennenstuhl、教育設計実験
7. ↑  ヴェルダー社、カール・シュミッド氏の70歳の誕生日を記念して
8. ↑  https://www.e-periodica.ch/cntmng?pid=wbw-002:1967:54::506 p.138-140-141
9. ↑  Der Silthaler
10. ↑  ノイエンシュヴァンダー、カール・シュミッドとその弟子たち
11. ↑  K. Schmid個展
12. 1 2  遺作展「カール・シュミットの記憶」開催。
13. ↑  ラリオール、ハーディ・ヘップ氏に聞く
14. ↑  https://www.rsi.ch/rete-due/programmi/cultura/attualita-culturale/Allievi-e-maestri-della-Kunstgewerbeschule-9984541.html